# Église Saint-Saturnin du Bourg
L'église Saint-Saturnin est une église catholique située à Le Bourg, dans le département du Lot, en France.

## Historique
L'église faisait partie à l'origine à un prieuré dépendant à l'abbaye Saint-Géraud d'Aurillac. Aucun document ne permet de préciser à quelle date cette église a dépendu de l'abbaye d'Aurillac.
Le type d'architecture de l'église qui subsiste permet de la dater de la fin du XIe siècle ou du début du XIIe siècle.
La nef et les bâtiments monastiques ont disparu. L'église aurait été brûlée et en partie démolie pendant les guerres de Religion. Les fouilles faites à l'emplacement des bâtiments historiques ont permis de retrouver des pans de mut datant du XVe siècle.
L'inspecteur général des Monuments historiques Émile Boeswillwald fait une description complète de l'église en 1874 et propose des travaux les plus urgents.
D'importants travaux de restauration ont été faits par le service des Monuments historiques entre 1906 et 1912. On a alors refait la façade et remonter trois arcs de la croisée du transept et refait les voûtes du transept qui n'était auparavant couvert que par un simple plancher. L'édifice est consolidé.
L'église était autrefois fortifiée mais il n'en reste aucun élément.
L'édifice est classé au titre des monuments historiques le 14 août 1986.

## Description
Le plan de l'église peut être rapproché de plusieurs édifices d'origine monastique de la région, église Saint-Pierre de Saint-Pierre-Toirac, église Saint-Pierre de Carennac et église Saint-Hilarion de Duravel. Les chapelles de plan rectangulaire qui sont au début du transept se retrouvaient dans le chevet roman de l'église abbatiale de Marcilhac-sur-Célé. On retrouve le même plan à l'église Saint-Sauveur de Figeac mais cette église étant gothique, on ne sait pas si l'église romane avait le même plan.
On peut voir vingt-six chapiteaux sculptés avec un décor d'entrelacs, de palmettes avec quelquefois des anges, des oiseaux ou des quadrupèdes sont répartis dans l'abside, le chœur et la croisée du transept. Ce type de chapiteaux appartient à un groupe qui est très fréquent au XIe siècle et au début du XIIe siècle en Catalogne, dans le Languedoc, vers l'ouest, jusqu'au Périgord, au nord, en Auvergne, au nord-est, au Velay, au Forez et dans le Lyonnais. Les chapiteaux à entrelacs et palmettes peuvent être rapprochés de ceux de l'abbatiale Sainte-Foy de Conques.
On trouve aussi un décor sculpté à la base des colonnes.

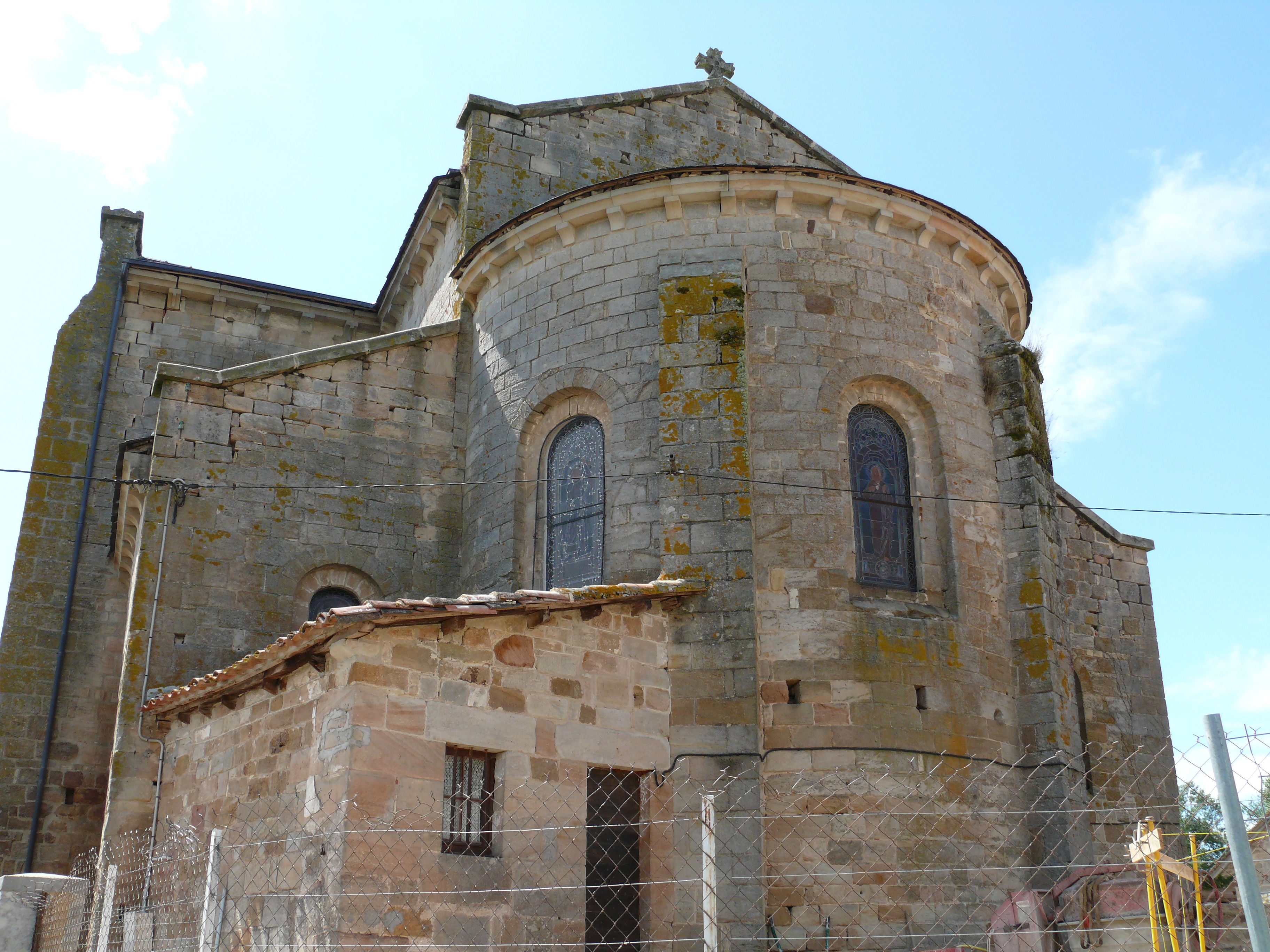
Chevet.
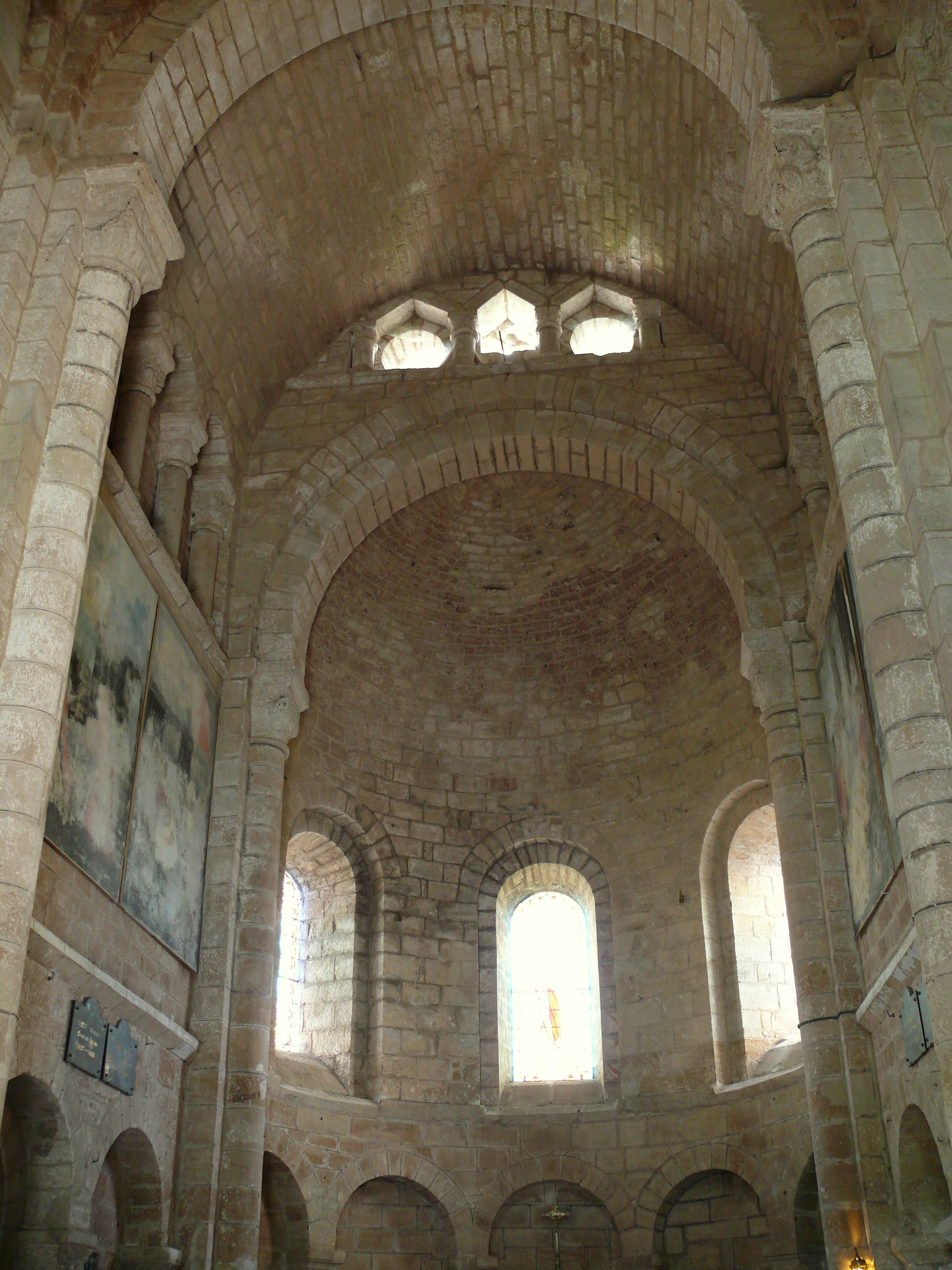
L'abside et la travée du chœur.
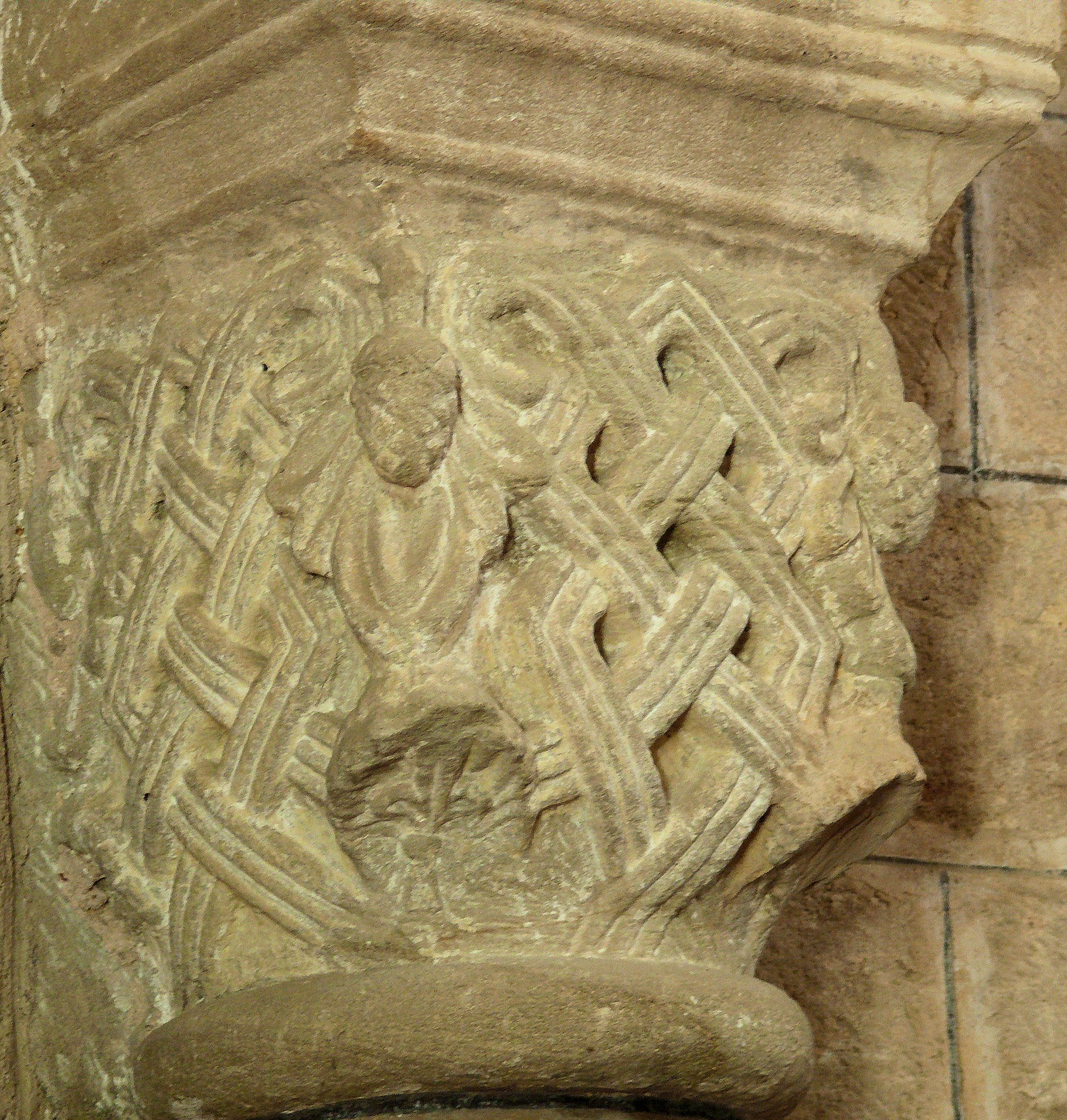
Chapiteau du chœur.
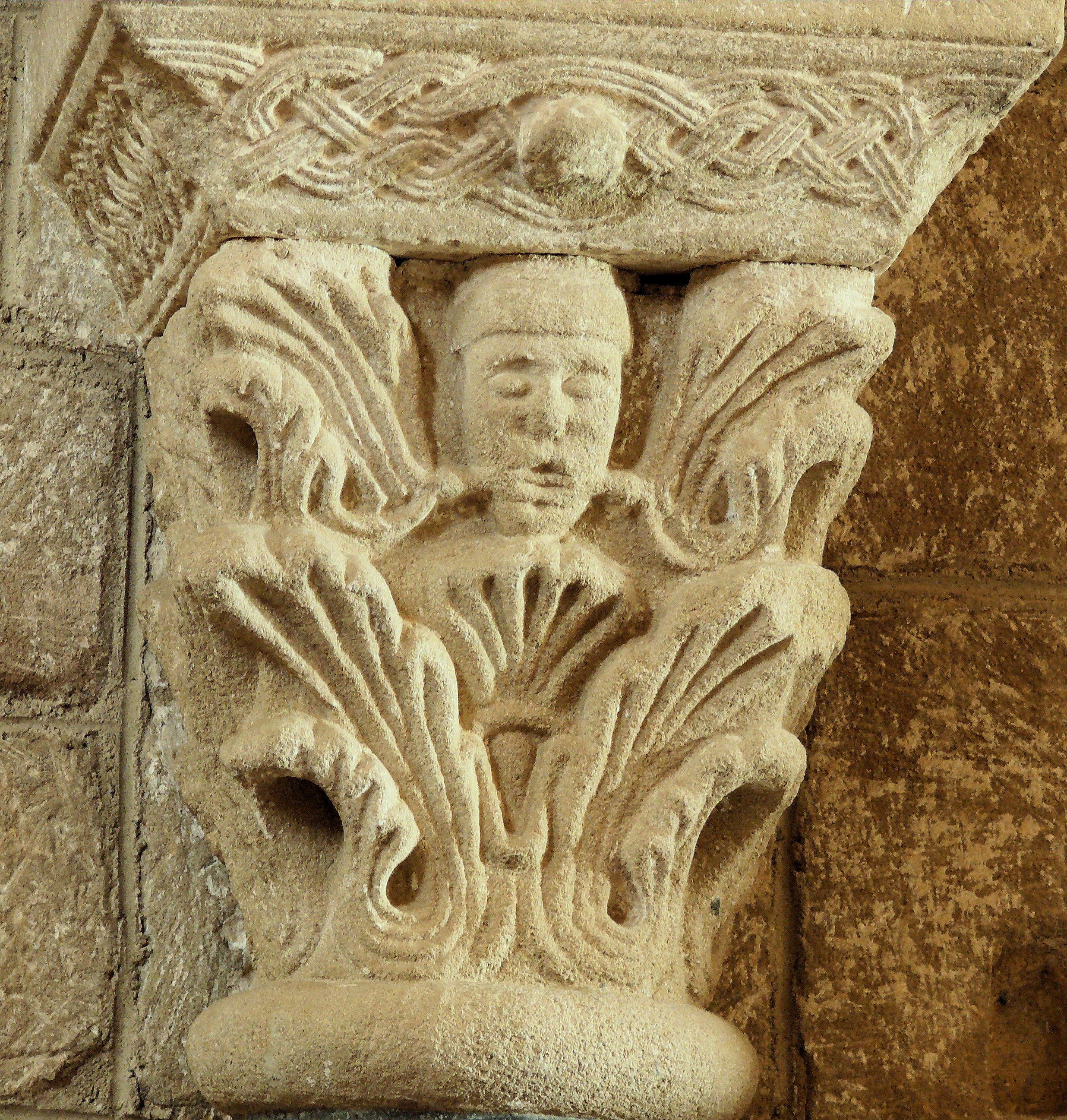
Chapiteau de la partie basse du chœur.